# كارل ديتريش خواكيم إنجل
كارل ديتريش خواكيم إنجل (بالألمانية: Karl Engel)‏ هو ملحن وعازف كمان ألماني، ولد في 21 فبراير 1824 في أولدنبورغ في ألمانيا، وتوفي في 1913.